# Tsuyoshi Yamanaka
Tsuyoshi Yamanaka (山中毅?, Yamanaka Tsuyoshi; Wajima, 18 gennaio 1939 – Tokyo, 10 gennaio 2017) è stato un nuotatore giapponese.
Specializzato nello stile libero, ha vinto quattro medaglie d'argento alle Olimpiadi: nei 400 m e 1500 m sl a Melbourne 1956 e nei 400 m e nella staffetta 4x200 m sl a Roma 1960.
È uno dei Membri dell'International Swimming Hall of Fame
È stato primatista mondiale dei 200 m e 400 m sl e della staffetta 4x200 m sl.

## Palmarès
- Olimpiadi

Melbourne 1956: argento nei 400m e 1500m sl.
Roma 1960: argento nei 400m sl e nella staffetta 4x200m sl.
- Giochi asiatici

1958 - Tokyo: oro nei 400m e 1500m sl.